# Gobiodon atrangulatus
Gobiodon atrangulatus (також відомий як Бичок зелений круглий або Бичок-клоун зелений) — вид риб родини бичких (Gobiidae). Риба сягає 3,5 см в довжину. Поширений у західній частині Тихого океану, біля берегів Японії та Фіджі.
Риба відома як об'єкт акваріумної торгівлі. В умовах акваріума живиться артемією, замороженими мізидами, креветками.